# Апостольский визитатор
Апостольский визитатор — церковный представитель в католической церкви с временной миссией совершить каноническое посещение или инспектировать, с относительно короткой продолжительностью, с конкретным поручением на опредёленной территории, с предоставлением отчёта Святому Престолу по завершении своей миссии.
Апостольские визитаторы — это церковные чиновники, которых канонисты обычно причисляют к папским легатам. Визитаторы отличаются от других апостольских делегатов главным образом тем, что их миссия является временной и сравнительно непродолжительной.
Апостольские визитаторы для общин в диаспоре назначаются в тех случаях, когда на конкретных территориях нет постоянного административно-канонического иерархического управления. Определение «апостольский» в данном случае происходит от того, что назначение производится папой по предложению постоянного Синода определенной Церкви sui iuris.

## В Российской традиции
В истории Русской католической традиции византийского обряда в рамках Русского апостолата, действовавшего в XX веке в Русском зарубежье известны: с 1930 года —епископ Петр Бучис, MIC. С 1936 года — епископ, затем архиепископ Александр Евреинов, имел полномочия Рукополагающего епископа. С 1948 года — иеромонах Филипп де Режис, sj как Делегат Конгрегации восточных церквей для Южной Америки. С 1952 года — епископ Болеслав Слосканс, был также Апостольским визитатором белорусских общин в диаспоре. C 1958 года — епископ Андрей (Катков), MIC с полномочиями Коадъютора, затем Апостольского визитатора для русских католиков византийского обряда находящихся за границей. C 1978 года — митрофорный протопресвитер Георгий Рошко как Полномочный визитатор Конгрегации восточных церквей по руководству русским католическим служением в мире. С 1997 года — вакансия.